# Генерал Тодоров (село)
 Тази статия е за селото в Петричко, България.  За селото в Щипско, Република Северна Македония вижте Припечани.  
Генера̀л То̀доров (до 1984 г. – Припѐчене, наричано и Припечено) е село в Югозападна България. То се намира в община Петрич, област Благоевград.

## География
Село Генерал Тодоров се намира в Петричко-Санданска котловина. Западно на 500 метра от него тече река Струма, а на около един километър в същата посока се намира местността Кожух. Село Генерал Тодоров е важна железопътна гара по линията Кулата - София.

## История
В землището на селото се намира средновековната скална църква „Свети Пантелеймон“, която в античността е била светилище на Асклепий. Вероятно тук през средновековието е имало значително отшелническо братство. За това свидетелстват следите от много разрушени и няколко оцелели скални килии. Според народни предания, с района на селото е свързан най-ранният период от отшелничеството на Свети Иван Рилски.
През 1519 година Припечене е оризарско село, султански хас в Кюстендилски санджак с приход от 10 400 акчета. Населявано е от 6 мюсюлмански и 39 християнски домакинства.
През XIX век Припечене е малко селище със смесено население, числящо се към Мелнишката кааза на Серския санджак. В „Етнография на вилаетите Адрианопол, Монастир и Салоника“, издадена в Константинопол в 1878 година и отразяваща статистиката на населението от 1873 година, Препечина (Prépétchina) е посочено като село с 29 домакинства и 30 жители мюсюлмани и 60 българи.
Георги Стрезов към 1891 пише за селото:
| „ | Препечен, село край левия бряг на Струма между Ливуново и Марикостово, последно село от Мелничката каза. 45 къщи българе и 10 турци. | “ |

Съгласно статистиката на Васил Кънчов („Македония. Етнография и статистика“) към 1900 година в селото живеят 198 души, от които 114 българи-християни и 80 турци.
Според статистиката на секретаря на Българската екзархия Димитър Мишев („La Macédoine et sa Population Chrétienne“) в 1905 година християнското население на Припечене (Pripetchen) се състои от 48 българи екзархисти.
При избухването на Балканската война в 1912 година двама души от селото са доброволци в Македоно-одринското опълчение.
През 1913 година по време на Междусъюзническата война селото е завзето от гръцката армия, а 20 къщи са опожарени.
На 28 октомври 1984 година селото е преименувано на името на генерала от пехотата Георги Тодоров. На следващата година то има 837 жители.
На 3 септември 2024 година на сградата на Народно читалище „Яне Сандански – 1946“ в селото е открита и осветена паметна плоча на Александър Праматаров, дарил собствена земя за построяването на читалището.

## Население

### Етнически състав
Преброяване на населението през 2011 г.
Численост и дял на етническите групи според преброяването на населението през 2011 г.:
|                     | Численост |
| Общо                | 693       |
| Българи             | 636       |
| Турци               | -         |
| Цигани              | 6         |
| Други               | 3         |
| Не се самоопределят | -         |
| Неотговорили        | 47        |

## Икономика
В началото на декември 2010 година е открит Соларен парк „Припечене“ с мощност 0,8 мегавата и площ 18,6 декара.

## Културни и природни забележителности
В землището на Генерал Тодоров в живописна местност се намира споменатата средновековна скална църква „Свети Пантелеймон“. Близо до селото се намира местността Рупите, известна с минералните си извори и храма на Ванга. Над местността се намира възвишението Кожух, остатък от отдавна угаснал вулкан.

## Редовни събития
Празникът на селото е на 18 януари, а съборът – в края на месец юли.

## Личности
Родени в Генерал Тодоров
- Атанас Танчев (Типата), основател и треньор на ФК „Локомотив“, бивш републикански шампион по борба.
- Георги Костов – Кехаята, мелнишки войвода от ВМОРО[15]
- Иван Вангелов Попов, балкански шампион по табла.
- Стоян Милев (р. 25 юли 1948), български писател

Починали в Генерал Тодоров
- Динчо Вретенаров (? – 1924), български революционер
- Щерьо Влахов (1884 – 1924), български революционер